# 51e cérémonie des British Academy Film Awards
Pour la cérémonie des BAFTAs récompensant la télévision, voir la 45e cérémonie des British Academy Television Awards.
La 51e cérémonie des British Academy Film Awards, organisée par la British Academy of Film and Television Arts, s'est déroulée le 18 avril 1998 et a récompensé les films sortis en 1997. Outre par le succès de Roméo + Juliette (4 récompenses dont meilleur réalisateur), The Full Monty (3 récompenses don't meilleur film et meilleur acteur) et Ne pas avaler (2 récompenses dont meilleur film britannique), la cérémonie est marquée par l'absence au palmarès de Titanic malgré ses 10 nominations aux BAFA et son triomphe mondial dont aux Oscars 1998.

## Palmarès

### Meilleur film
- The Full Monty - Le Grand Jeu (The Full Monty)
  - La Dame de Windsor (Mrs. Brown)
  - L.A. Confidential
  - Titanic

### Meilleur film britannique
Alexander Korda Award.
- Ne pas avaler (Nil by Mouth)
  - 24 heures sur 24 (Twenty four seven)
  - La Dame de Windsor (Mrs. Brown)
  - The Full Monty - Le Grand Jeu (The Full Monty)
  - Le Petit Monde des Borrowers (The Borrowers)
  - Renaissance (Regeneration)

### Meilleur réalisateur
David Lean Award.
- Baz Luhrmann pour Roméo + Juliette (William Shakespeare's Romeo + Juliet)
  - James Cameron pour Titanic
  - Peter Cattaneo pour The Full Monty - Le Grand Jeu (The Full Monty)
  - Curtis Hanson pour L.A. Confidential

### Meilleur acteur
- Robert Carlyle pour le rôle de Gaz dans The Full Monty - Le Grand Jeu (The Full Monty)
  - Billy Connolly pour le rôle de John Brown dans La Dame de Windsor (Mrs. Brown)
  - Kevin Spacey pour le rôle du Sergent-Inspecteur Jack Vincennes dans L.A. Confidential
  - Ray Winstone pour le rôle de Ray dans Ne pas avaler (Nil by Mouth)

### Meilleure actrice
- Judi Dench pour le rôle de la reine Victoria dans La Dame de Windsor (Mrs. Brown)
  - Kim Basinger pour le rôle de Lynn Bracken dans L.A. Confidential
  - Kathy Burke pour le rôle de Valerie dans Ne pas avaler (Nil by Mouth)
  - Helena Bonham Carter pour le rôle de Kate Croy dans Les Ailes de la colombe (The Wings of the Dove)

### Meilleur acteur dans un second rôle
- Tom Wilkinson pour le rôle de Gerald dans The Full Monty - Le Grand Jeu (The Full Monty)
  - Mark Addy pour le rôle de Dave dans The Full Monty - Le Grand Jeu (The Full Monty)
  - Rupert Everett pour le rôle de George Downes dans Le Mariage de mon meilleur ami (My Best Friend's Wedding)
  - Burt Reynolds pour le rôle de Jack Horner dans Boogie Nights

### Meilleure actrice dans un second rôle
- Sigourney Weaver pour le rôle de Janey Carver dans Ice Storm (The Ice Storm)
  - Jennifer Ehle pour le rôle de Constance Lloyd Wilde dans Oscar Wilde (Wilde)
  - Lesley Sharp pour le rôle de Jean dans The Full Monty - Le Grand Jeu (The Full Monty)
  - Zoë Wanamaker pour le rôle d'Ada Leverson dans Oscar Wilde (Wilde)

### Meilleur scénario original
- Ne pas avaler (Nil by Mouth) – Gary Oldman
  - Boogie Nights – Paul Thomas Anderson
  - La Dame de Windsor (Mrs. Brown) – Jeremy Brock
  - The Full Monty - Le Grand Jeu (The Full Monty) – Simon Beaufoy

### Meilleur scénario adapté
- Roméo + Juliette (William Shakespeare's Romeo + Juliet) – Craig Pearce et Baz Luhrmann
  - L.A. Confidential – Brian Helgeland et Curtis Hanson
  - Les Ailes de la colombe (The Wings of the Dove) – Hossein Amini
  - Ice Storm (The Ice Storm) – James Schamus

### Meilleure direction artistique
- Roméo + Juliette (William Shakespeare's Romeo + Juliet) – Catherine Martin
  - La Dame de Windsor (Mrs. Brown) – Martin Childs
  - Titanic – Peter Lamont
  - L.A. Confidential – Jeannine Oppewall

### Meilleurs costumes
- La Dame de Windsor (Mrs. Brown)
  - Titanic
  - Les Ailes de la colombe (The Wings of the Dove)
  - L.A. Confidential

### Meilleurs maquillages et coiffures
- Les Ailes de la colombe (The Wings of the Dove)
  - Titanic
  - La Dame de Windsor (Mrs. Brown)
  - L.A. Confidential

### Meilleure photographie
- Les Ailes de la colombe (The Wings of the Dove) – Eduardo Serra
  - Roméo + Juliette (William Shakespeare's Romeo + Juliet) – Donald M. McAlpine
  - L.A. Confidential – Dante Spinotti
  - Titanic – Russell Carpenter

### Meilleur montage
- L.A. Confidential – Peter Honess
  - The Full Monty - Le Grand Jeu (The Full Monty) – David Freeman et Nick Moore
  - Roméo + Juliette (William Shakespeare's Romeo + Juliet) – Jill Bilcock
  - Titanic – Conrad Buff, James Cameron et Richard A. Harris

### Meilleurs effets visuels
- Le Cinquième Élément
  - Men in Black
  - Titanic
  - Le Petit Monde des Borrowers (The Borrowers)

### Meilleur son
- L.A. Confidential
  - The Full Monty - Le Grand Jeu (The Full Monty) – Alistair Crocker, Adrian Rhodes et Ian Wilson
  - Roméo + Juliette (William Shakespeare's Romeo + Juliet)
  - Titanic

### Meilleure musique de film
- Roméo + Juliette (William Shakespeare's Romeo + Juliet) – Nellee Hooper
  - The Full Monty - Le Grand Jeu (The Full Monty) – Anne Dudley
  - L.A. Confidential – Jerry Goldsmith
  - Titanic – James Horner

### Meilleur film en langue étrangère
- L'Appartement •  France/ Espagne/ Italie
  - La Leçon de tango (The Tango Lesson) •  France/ Argentine/ Royaume-Uni
  - Ma vie en rose •  Belgique/ France/ Royaume-Uni
  - Lucie Aubrac •  France

### Meilleur court-métrage
- The Deadness of Dad – Mandy Sprague, Philippa Cousins et Stephen Volk
  - Gasman – Lynne Ramsay, Gavin Emerson
  - Little Sisters – Andy Goddard, Nick Murison
  - Crocodile Snap – Joe Wright, James Greville

### Meilleur court-métrage d'animation
- Stage Fright – Steve Box, Helen Nabarro et Michael Rose
  - T.R.A.N.S.I.T. – Piet Kroon, Iain Harvey
  - Flatworld – Daniel Greaves, Nigel Pay et Patrick Veale
  - The Traveller (El Caminante) – Jeremy Moorshead, Debra Smith

### Meilleure contribution au cinéma britannique
Michael Balcon Award.
- Mike Roberts

### Prix du public
Ou Orange Film of the Year. Résulte d'un vote du public.
- The Full Monty - Le Grand Jeu (The Full Monty)

### Fellowship Award
Prix d'honneur de la BAFTA, récompense la réussite dans les différentes formes du cinéma.
- Sean Connery
- Bill Cotton

## Récompenses et nominations multiples

### Nominations multiples
Films
 11  : The Full Monty, L.A. Confidential
 10  : Titanic
 8  : La Dame de Windsor
 7  : Roméo + Juliette
 6  : Les Ailes de la colombe
 4  : Ne pas avaler
Personnalités
 2  : Baz Luhrmann, Curtis Hanson, James Cameron

### Récompenses multiples
Légende : Nombre de récompenses/Nombre de nominations
Films
 4 / 7  : Roméo + Juliette
 3 / 8  : La Dame de Windsor
 3 / 11  : The Full Monty
 2 / 4  : Ne pas avaler
 2 / 6  : Les Ailes de la colombe
Personnalités
 2 / 2  : Baz Luhrmann

### Les grands perdants
0 / 10  : Titanic
 2 / 11  : L.A. Confidential